# Abraham, Martin and John
Abraham, Martin and John est une chanson écrite par Dick Holler et originellement enregistrée par Dion, qui l'a sortie en single sur Laurie Records en 1968.
La chanson rend hommage au président Abraham Lincoln, au militant du mouvement pour les droits civiques Martin Luther King et au président John Fitzgerald Kennedy, qui ont été assassinés. Dion a aussi ajouté un couplet sur le sénateur Robert F. Kennedy, qui a été assassiné juste avant que Dion enregistre la chanson. (La chanson compare les pertes de John et Robert Kennedy et de Martin Luther King Jr. avec celle d'Abraham Lincoln. Elle les dépeint comme des émancipateurs qui avaient des vues similaires et qui étaient morts avant leur temps.)
La chanson marque le grand retour de Dion qui se réinvente en tant que chanteur de blues urbain / folk. Aux États-Unis, elle a atteint la 4e place dans le Hot 100 de Billboard.

## Reprises
La chanson est notamment reprise par Smokey Robinson and the Miracles (en 1969), Moms Mabley (en 1969), Marvin Gaye (en 1970), Ray Charles (en 1973) et Seasick Steve (en 2016).